# ولم گوتزندرف
ولم گوتزندرف (به آلمانی: Velm-Götzendorf) یک سکونتگاه مسکونی در اتریش است که در Gänserndorf District واقع شده‌است.

## خصوصیات
ولم گوتزندرف ۷۸۳ نفر جمعیت دارد.